# Archivo General de Indias

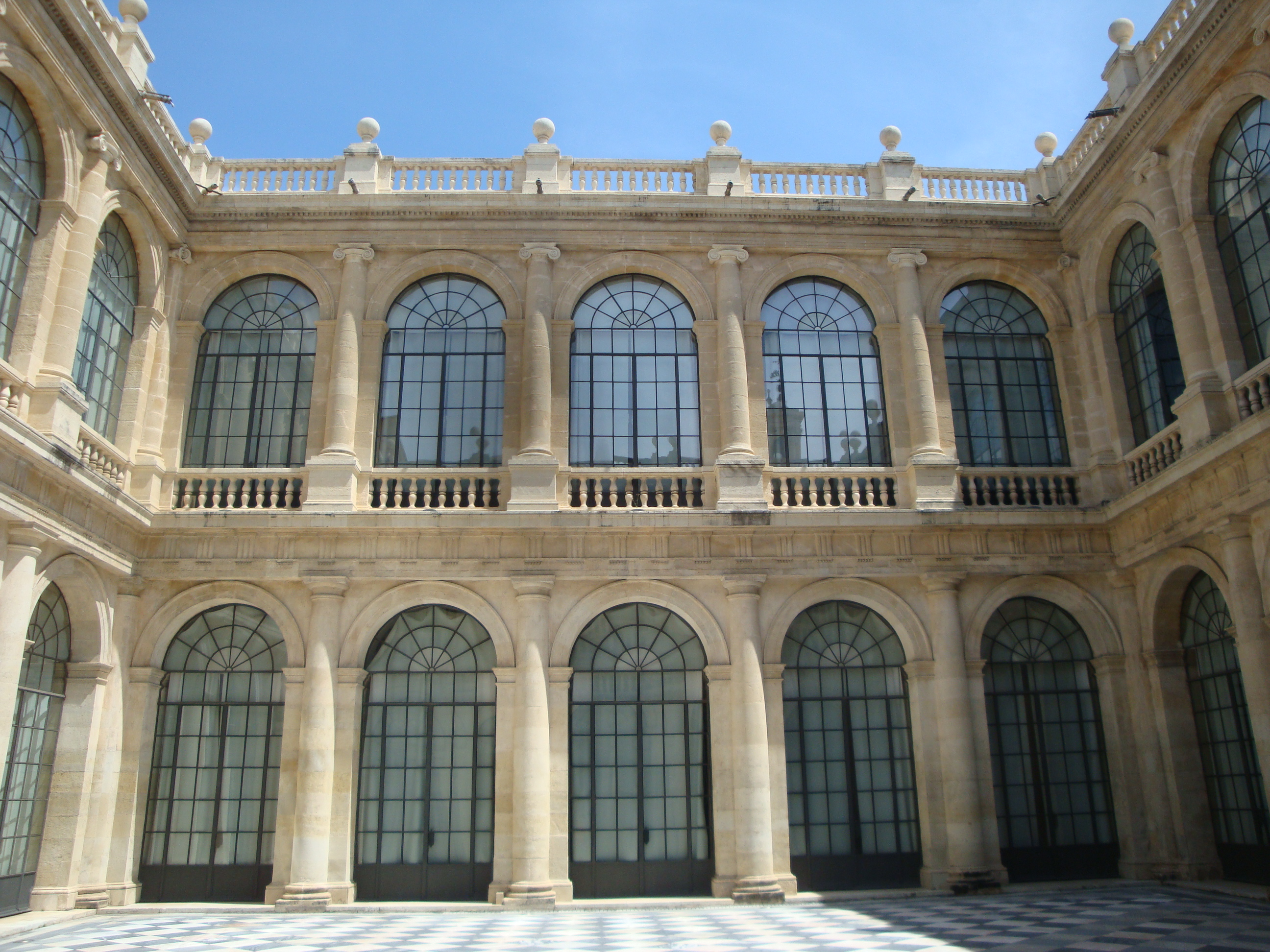
Patio interior

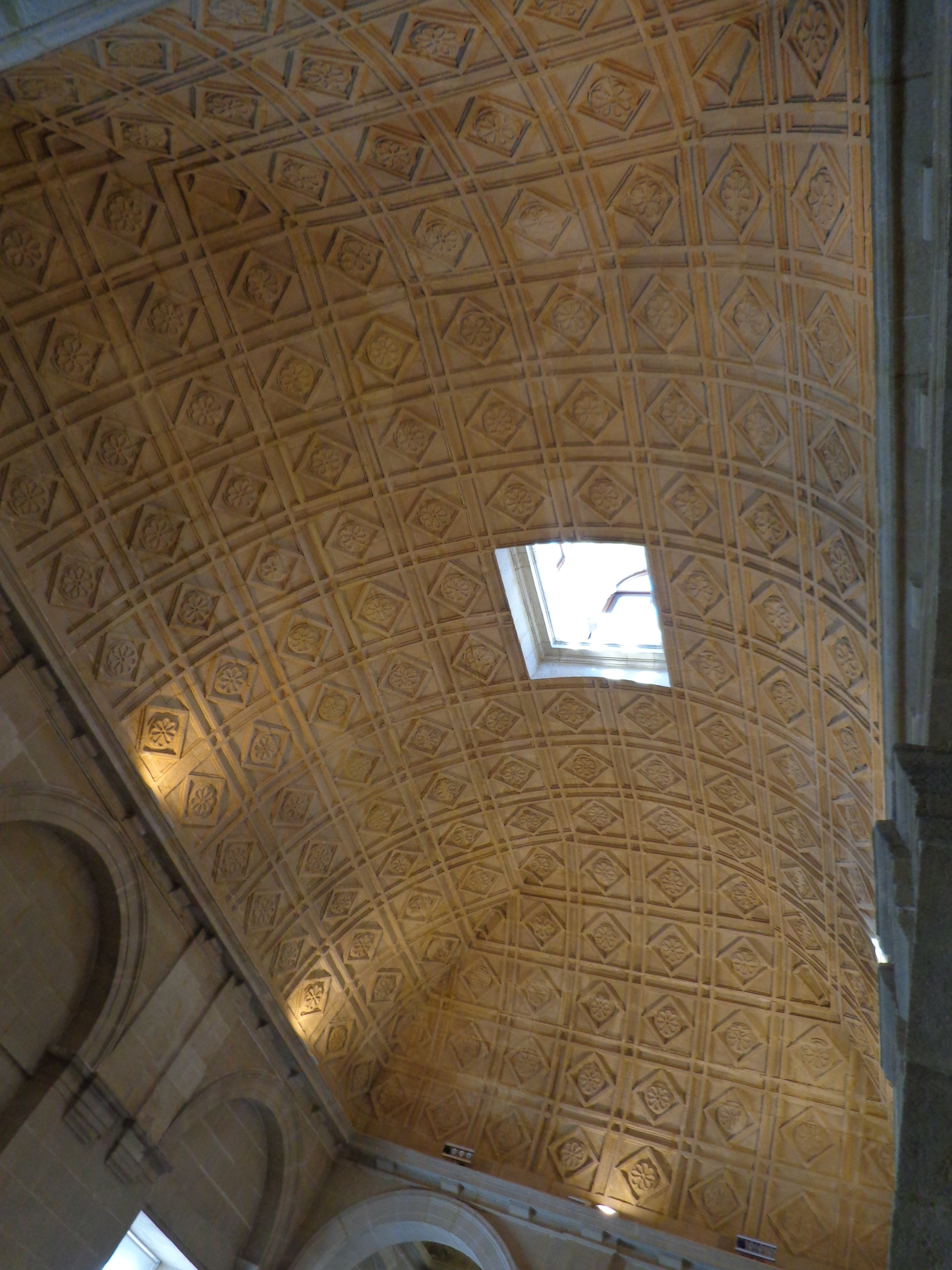
Detalle del techo

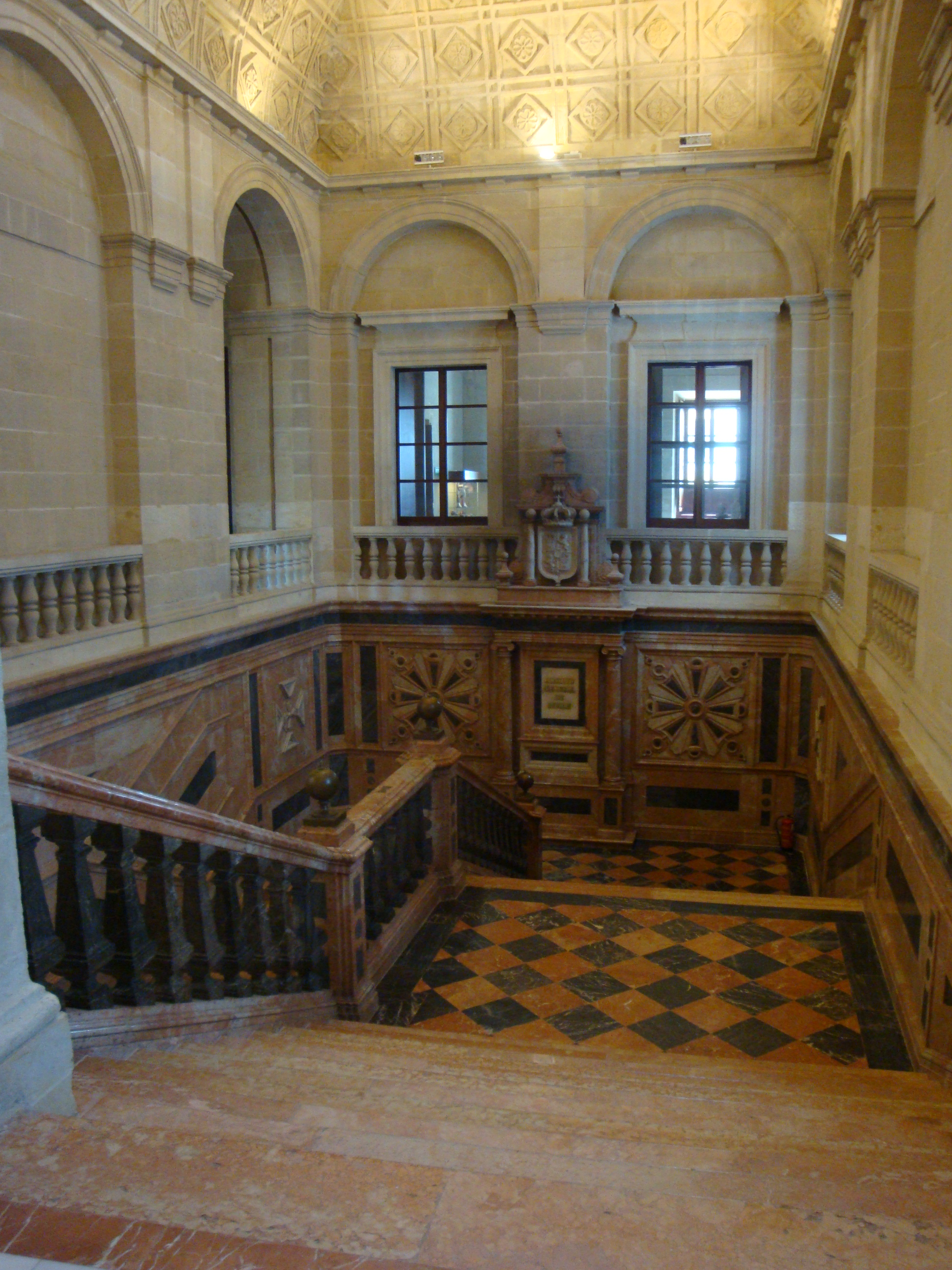
Escalera principal

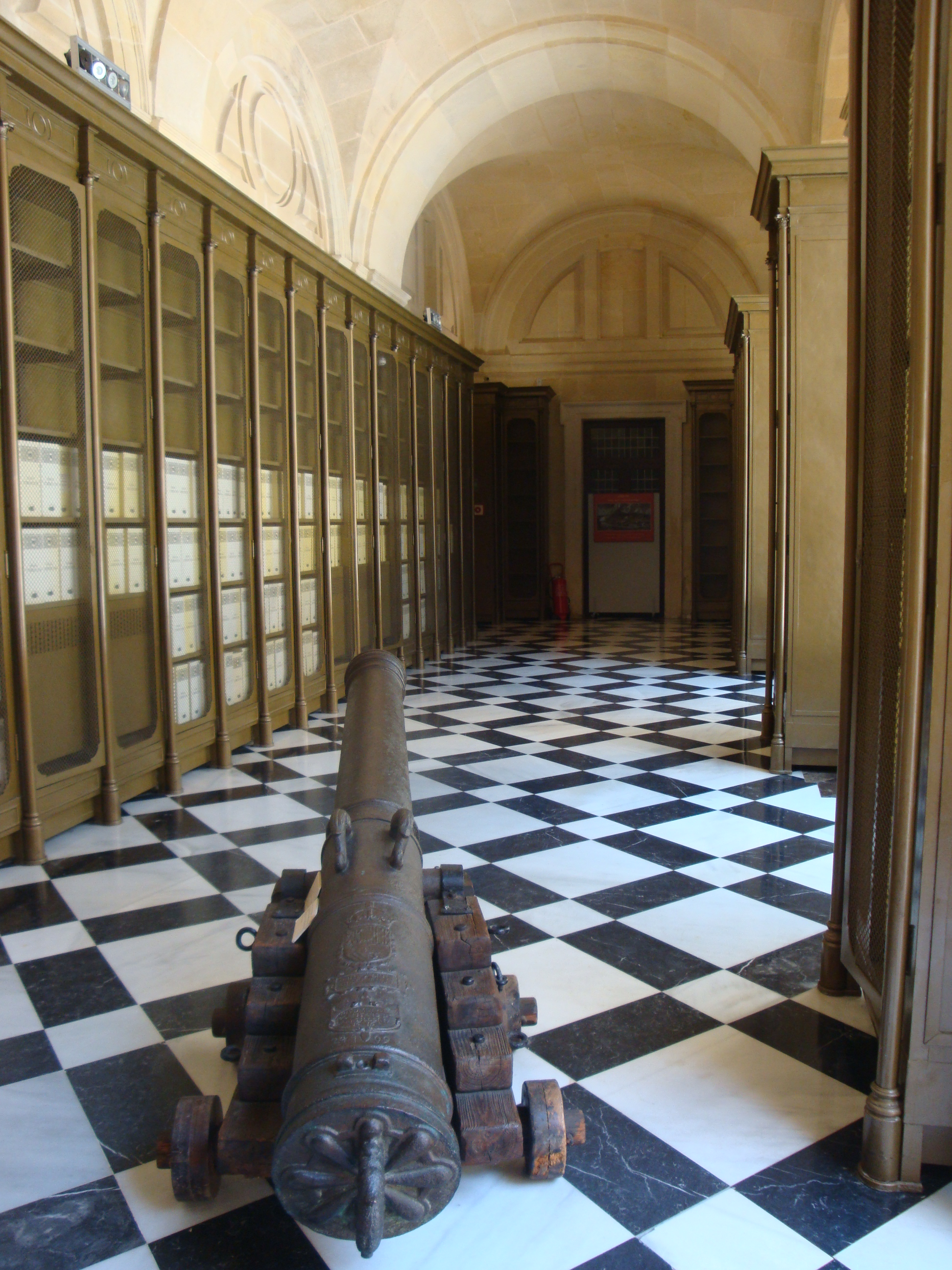
Pasillo del archivo con estanterías para documentos

El Archivo General de Indias de Sevilla (España) se creó en 1785 por deseo del rey Carlos III, con el objetivo de centralizar en un único lugar la documentación referente a la administración de los territorios ultramarinos españoles hasta entonces dispersa en diversos archivos, ubicados en Simancas, Cádiz y Sevilla. 
El archivo conserva unos 43 000 legajos, con unas 800 millones de páginas y 8 000 mapas y dibujos que proceden, fundamentalmente, de los organismos encargados de la administración de los territorios de ultramar. Fue declarado Patrimonio de la Humanidad por la Unesco en 1987, junto a la Catedral y el Real Alcázar.

## Sedes

### Lonja de Mercaderes
En Sevilla existían los comerciantes de tienda abierta o de reventa y los comerciantes en grueso o al por mayor. Tras el descubrimiento de América en 1492 y la instalación en la ciudad de la Casa de la Contratación de Indias en 1503 surgió un tercer tipo de hombres de negocios, los cargadores a Indias, que eran comerciantes al por mayor que participaban regularmente en el mercado con ultramar.
Se creó una "universidad de mercaderes" para el apoyo mutuo de los mercaderes que trataban con el Nuevo Mundo. Los cargadores a Indias consiguieron, por Real Provisión del 23 de agosto de 1543, constituir un tribunal de comercio con el nombramiento anual de un prior y dos cónsules. Las ordenanzas del Consulado de Cargadores a Indias fueron aprobadas por Real Provisión del 14 de agosto de 1556.
El lugar utilizado por los comerciantes para llevar a cabo sus tratos eran las gradas de la catedral. En ocasiones los tratos o las campañas electorales de priores y cónsules celebradas a principios de cada año tenían lugar en interior de la propia catedral. El arzobispo, Cristóbal Rojas Sandoval, escribió quejándose de esto a Felipe II el 24 de abril de 1572. La carta tuvo el apoyo de Juan de Ovando y Godoy, presidente del Consejo de Indias, que había sido provisor de la diócesis de Sevilla.
Felipe II escribió el 24 de mayo de 1572 una carta en el Monasterio de San Lorenzo de El Escorial dirigida al arzobispo de Sevilla, justificando la situación por la ausencia de un local. Ese mismo día escribió a la universidad de mercaderes comunicándoles su intención de construir una lonja. Finalmente, mandó una carta al alcalde de la cuadra de Sevilla, el licenciado Lara Buiza, sobre la posibilidad de construirlo en el entorno de la Casa de la Moneda y las Herrerías.
El 27 de agosto de 1572 Felipe II dio a conocer a estos mercaderes la ubicación definitiva de la lonja y les dejaba que colaborasen en su diseño. Una vez realizado el proyecto, el alcalde de Sevilla debía enviarlo a la Corte.
El 30 de octubre de 1572 la universidad de mercaderes y la Corona firmaron un escrito de capitulación sobre esto. La Corona se comprometía a ceder terrenos del Alcázar donde se encontraban las Herrerías, parte de la Casa de la Moneda y algunas casas aledañas para crear un edificio de planta cuadrada. También se establecía que los mercaderes nombrarían al personal para la obra que se financiaría por el "derecho de Lonja", confirmado por el rey en Lisboa el 11 de julio de 1582, con el cual se establecía un impuesto a los productos que entraban y salían de la ciudad.
Entre 1572 y 1583 Juan de Herrera realizó un par de planos para la lonja, usándose finalmente el segundo. La ciudad propuso un proyecto de Asensio de Maeda, realizado en 1579, pero por decisión personal de Felipe II se escogió el de Herrera.
En noviembre de 1582 se estudió lo que se debía derribar y las obras comenzaron entre marzo y abril de 1583. El primer encargado de las obras, hasta finales de 1583, fue Juan de Ochoa. Su labor consistió en demoler inmuebles para empezar la construcción.
Juan de Minjares, que había colaborado con Juan de Herrera de 1576 y que conocía el estilo clásico, fue maestro mayor de la construcción desde finales de 1583 a 1599.
Juan de Minjares trabajó mientras en otros proyectos, por lo que fue fundamental en la construcción de la lonja la colaboración de los aparejadores que fueron, sucesivamente, Juan Bautista de Zumárraga, Juan de la Maestra y Alonso de Vandelvira.
En el dintel de la puerta central que hay en la fachada que da la catedral está inscrito el 14 de agosto de 1598 como comienzo del uso del edificio. La realidad es que ese año solo se concluyó ese lado de la fachada.
Alonso de Vandelvira fue aparejador en las obras de la lonja desde 1589 y, en febrero de 1600, fue nombrado su maestro mayor. Entre 1601 y 1609 las obras se ralentizaron por problemas económicos, aunque en 1604 se logró terminar otro lado del edificio, que daba a la plaza del Alcázar.
Tras un parón, las obras se reemprendieron en 1609, pero Vandelvira había adquirido otros compromisos. Fue sustituido por Miguel de Zumárraga. Este realizó modificaciones en el diseño, cambiando las techumbres de madera por bóvedas vaídas. El proyecto original contemplaba una puerta central en cada una de las cuatro fachadas, pero en 1611 el Consulado le pidió al maestro mayor que realizase dos puertas más a ambos lados de cada puerta principal.
Miguel de Zumárraga fue el que se encargó de la construcción de un crucero, conocido como Cruz del Juramento, rodeado por una reja de construida por Juan de Cerbigón. Se situó al norte del edificio y representa el cierre de tratos de palabra de los comerciantes.
Miguel de Zumárraga murió en 1630. Los siguientes maestros mayores fueron, sucesivamente, Marcos Soto, Juan Bernal de Velasco y, desde 1638, Pedro Sánchez Falconete.
Mientras se construía la Lonja, los mercaderes se reunían para sus juntas en una sala de la Casa de la Contratación y realizaban sus tratos en las gradas de la catedral.
La plaza de la Lonja fue el amplio entorno que circundaba el edificio de la Lonja en construcción, sobre todo sus fachadas norte, este y sur. En este espacio se encontraba la pila o fuente de Hierro. En 1609 el Consulado comenzó las obras para cercar este entorno con columnas unidas por cadenas pero, en febrero del mismo año, el cabildo catedralicio quiso detenerlas. Finalmente, se llegó a un acuerdo el 31 de agosto de 1609, según el cual estas columnas serían provisionales y las cadenas podrían abrirse para facilitar el paso de procesiones. También se retrotrajeron las columnas con cadenas, situándose más lejos de la fachada de la catedral. De este modo, quedó cercada la plaza de la Lonja.
Las obras de construcción finalizaron en 1646.

#### Reformas y cambio de uso
En 1717 la Casa de la Contratación de Indias y el Consulado de Cargadores a Indias se trasladaron a Cádiz. En la planta baja de la lonja sevillana se creó una Diputación de Comercio.
Nicolás Blanco, maestro mayor y arquitecto de cantería, intervino en el edificio y su entorno entre 1758 y 1761. Soló por primera vez la planta alta y construyó una poza general, soló las gradas del edificio que dan a la calle Santo Tomás y a la avenida de la Constitución y colocó columnas con cadenas alrededor del edificio. Demolió casas adosadas a la lonja y situó la Cruz del Juramento en su emplazamiento actual.
En 1784 Juan y Manuel Núñez, padre e hijo, estaban realizando una reparación general del edificio.
El edificio fue elegido como sede del Archivo General de Indias. Por Real Orden del 21 de septiembre de 1784 se ordenó el desalojo de la parte alta del edificio de once familias que vivían allí para hacer sitio al nuevo archivo.
Juan Bautista Muñoz y Lucas Cintora habían visitado el edificio y establecido las obras que iban a realizarse en él para su uso como archivo. Estas fueron descritas en una instrucción del 27 de abril de 1785. Se eliminaron todos los elementos superpuestos a la obra original, se limpiaron paredes y bóvedas ennegrecidas por humos de chimeneas y cocinas, se recubrieron zócalos y escalares con jaspes de Málaga, se solaron con mármol todas las dependencias y galerías, se fabricaron puertas y ventanas y se colocaron estanterías de maderas nobles. Se suprimieron las divisiones entre salas para conseguir un único espacio en forma de U. Las obras finalizaron en 1788.
En 1786 Juan de Villanueva y Barbales realizó un dibujo de cómo debían ser las estanterías del archivo y sugirió que se hiciesen de escayola. Finalmente, fueron realizadas en madera por Blas Mölner, terminándolas en junio de 1788.
El 24 de noviembre de 1784 se creó por Real Cédula el Consulado Marítimo y Terrestre de la Ciudad de Sevilla y Pueblos de su Arzobispado y el 30 de noviembre se suprimió por Real Orden la Diputación de Comercio de Sevilla. El nuevo consulado tuvo su sede en la planta baja del edificio, donde había estado la diputación.
En la planta baja también se realizaron obras. Una parte fueron financiadas por el Consulado Marítimo y Terrestre y otras por el derecho de lonja. Fueron analizadas y presupuestadas por Félix Carazas, el 14 de diciembre de 1790, y por Manuel Núñez, el 13 de enero de 1791. Comenzaron en 1791.
En 1816 todavía faltaba por cambiar la ya deteriorada solería original de la planta baja. La obra se acometió usando mármol blanco de Málaga y jaspe de Montellano. En 1823 faltaban por solar el patio y algunas dependencias, lo que se concluyó en 1833 con Melchor Cano.
En 1830 Juan de Astorga realizó más estanterías de madera.
En 1864, por orden del Ministerio de Ultramar, se desalojó de la planta baja del edificio al Consulado Marítimo Terrestre.
En 1870 se creó la Junta de Obras del Puerto, que tuvo su sede en la planta baja del edificio.
En 1886 se instaló la Cámara de Comercio de Sevilla en una galería de la planta baja. En 1913 la Junta de Obras del Puerto se marchó y el arquitecto Aníbal González actuó en la zona que dejaron libre.
En la década de 1920 se llevaron a cabo algunas reformas en el edificio y se colocaron estanterías metálicas en la planta baja.
En 1974 la Cámara de Comercio también se marchó, y el arquitecto Rafael Manzano actuó en el espacio que quedaba libre.
Antonio Delgado Roig y Alberto Balbontín de Orta realizaron la instalación eléctrica del interior y Cipriano Gómez Pérez llevó a cabo la iluminación de la fachada.
Fernando Villanueva Sandino y Carlos Humanes consiguieron, en 1983, que el edificio fuese declarado bien de interés cultural.
En 1983 Fernando Villanueva Sandino llevó a cabo la cubierta y la balaustrada, en 1986 acometió la reparación de la escalera y realizó un tratamiento anti-humedad en el edificio. Entre 1990 y 1991 también llevó a cabo la consolidación de las gradas y tratamientos a la cubierta y las fachadas.
Entre 1999 y 2005 tienen lugar obras de conservación y recuperación del inmueble llevadas a cabo por el arquitecto Antonio Campos Alcaide. En ellas se plantea una redefinición del programa funcional del edificio, así como una actualización de las instalaciones. Con la intención de salvaguardar el edificio sin ninguna alteración espacial y aprovechando la existencia de un pequeño sótano, se propone su ampliación mediante una galería perimetral. Estas últimas obras fueron muy polémicas, entre otras cosas, por la colocación de toldos mecanizados en el patio y por la sustitución de piedras de las gradas del edificio por otras de distinto color con rejillas. Según la senadora del PSOE Ana Isabel Arnáiz de las Revillas García, para colocar un suelo radiante se sustituyó el pavimento de mármol rosa del siglo XVIII por otro suelo de mármol más fino y las piezas de mármol antiguas terminaron siendo vendidas por Internet por la empresa Mazarí de Época. El Ministerio de Cultura negó estos hechos.

#### Descripción
Se trata de un edificio de planta cuadrada, con 56 metros de lado. Está rodeado de columnas con cadenas. Tiene dos plantas abovedadas comunicadas por una escalera monumental. El edificio se articula en torno a un patio central.

### Cilla del Cabildo

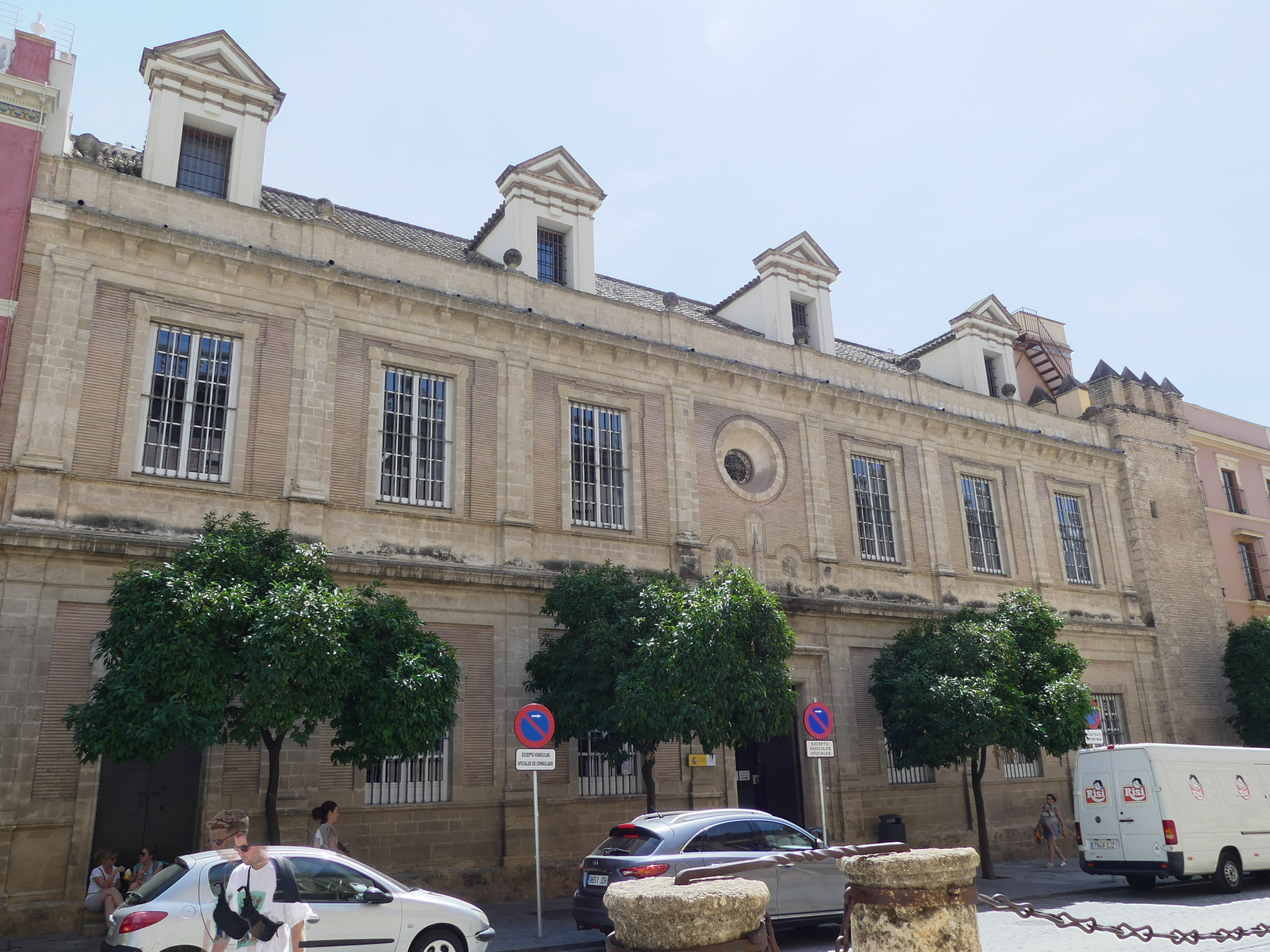
Cilla del Cabildo

En 1770 se construyó, en la calle Santo Tomás, un edificio con el propósito de almacenar grano de las rentas de fincas pagadas en especie al cabildo catedralicio.
Este edificio se hizo adosado a la muralla y a uno de sus lados se conserva una torre. Es de planta rectangular. Originalmente tenía dos plantas con bóvedas vaídas sobre pilares rectangulares y columnas de mármol. Sin embargo, en reformas posteriores se le añadieron dos plantas más.
Después de su uso como almacén de grano, fue sede de la de la Real Compañía Asturiana de Minas. En 1974 fue reformado por el arquitecto Rafael Manzano Martos para acoger un museo de arte contemporáneo. En 1985 fue designada como bien de interés cultural. Entre el 2000 y el 2005 fue reformada para su uso por parte del Archivo General de Indias.
En la actualidad alberga el Departamento de Referencias, una biblioteca, una sala de conferencias y una sala de investigación.

## Creación del Archivo
En 1773, mientras se buscaban documentos para la beatificación del obispo Juan de Palafox, quedó de manifiesto que el Archivo de Simancas estaba mal organizado. También era necesario tener dispuesta y bien organizada la documentación relativa a ultramar, para efectos de prueba y de gestión. Por último, se quería disponer del material para escribir una historia bien documentada del papel de España en el Nuevo Mundo que contrarrestase obras como Histoire des deux Indes (Guillaume-Thomas Raynal, 1770) o The History of America (William Robertson, 1777).
En la fundación del Archivo de Indias tuvieron un papel destacado José de Gálvez y Gallardo, ministro de Indias, y Juan Bautista Muñoz, cronista y cosmógrafo mayor de Indias. En 1778 se encargó a Fernando Martínez de Huete, Juan de Echevarría y Francisco Ortiz de Solórzano revisar los fondos escritos y buscar una ubicación adecuada para los mismos. En un decreto escrito por José de Gálvez del 21 de junio de 1781 se mencionó por primera vez como sede la lonja de Sevilla. Se propuso también ubicar el archivo en Cádiz o en Madrid, pero un informe de Juan Bautista Muñoz de 1784, que se había desplazado a Sevilla con los arquitectos Lucas Cintora y Félix Carazas, hizo que se escogiese definitivamente la lonja de esta ciudad.
Juan Bautista Muñoz se encargó de la clasificación y redacción de las Ordenanzas.
El 14 de octubre de 1785 empiezan a llegar al edificio del Archivo los primeros documentos desde Simancas, 24 carretas repletas de pergaminos y legajos. Desde entonces y en distintas remesas se fueron incorporando los fondos de las principales instituciones relacionadas con las Indias hasta convertir al archivo en el principal depósito documental para el estudio de la administración española en el Nuevo Mundo y las Filipinas. En el momento de constituir el archivo, se tomó el año 1760 como fecha divisoria entre lo administrativo y lo histórico, de forma que los documentos anteriores a esa fecha habían de ser remitidos al AGI, quedando la documentación posterior a dicha fecha al servicio de los organismos que habían producido los documentos.
La Casa de la Contratación, ubicada por entonces en Cádiz, envió sus primeras remesas de documentos al AGI en 1786 y en 1790, al ser decretada su supresión, la totalidad de sus fondos. Ese mismo año recibió el AGI sus primeras ordenanzas.
En el siglo XIX, el AGI siguió recibiendo remesas de documentos del Consejo de Indias y del Ministerio de Ultramar que por su antigüedad pasaban a considerarse históricos. Entre 1888 y 1889 recibió también, por primera y única vez, papeles del otro lado del Atlántico: los de la Capitanía General de Cuba. Todos los otros documentos de la administración española en las Indias permanecieron en los lugares en que se encontraban al producirse las independencias de las repúblicas hispanoamericanas y pasaron a formar parte de sus respectivos archivos nacionales.
A finales de siglo, sin embargo, el Gobierno decretó que los papeles más recientes del Consejo de Indias y del Ministerio de Ultramar no se enviasen al AGI sino al Archivo Histórico Nacional, que había sido fundado en Madrid en 1866. Se rompió así la continuidad cronológica de parte de los fondos del AGI. Además, el Estado depósito también en el Archivo Histórico Nacional en vez de en el AGI los denominados Documentos de Indias, una colección de 511 documentos de alto valor histórico comprada a un particular en 1876. Investigaciones posteriores han mostrado que estos Documentos de Indias habían sido robados del AGI por uno de sus primeros funcionarios.

## Fondos
Los documentos que hoy conserva el archivo ocupan más de nueve kilómetros lineales de estantería. Se trata de unos 43 000 legajos con unos 80 millones de páginas y 8 000 mapas y dibujos que proceden, fundamentalmente, de los organismos metropolitanos encargados de la administración de los territorios de ultramar.
Entre los fondos documentales se encuentran los de las siguientes instituciones:
- Casa de la Contratación de Indias (1503-1790): los documentos estuvieron previamente en Sevilla y Cádiz.[42]
- Consejo de Indias (1524-1834): muchos de sus documentos se archivaron en Simancas desde 1544, mientras que otros tuvieron que traerse de diversas dependencias de Madrid.[43]
- Consulado de Cargadores a Indias (1543-1868):[44] tuvo su sede en Sevilla y Cádiz. El archivo alberga documentos de los cargadores a Indias fechados desde 1529, antes de la fundación de su consulado.[45]
- Consulado Marítimo y Terrestre de Sevilla (1784-1890).[46]
- Secretarías de Estado y del Despacho Universal de Indias, de Estado, Gracia y Justicia, Hacienda y Guerra (siglos XVIII-XIX).
- Secretaría del Juzgado de Arribadas de Cádiz (siglos XVIII-XIX).
- Comisaría Interventora de la Hacienda Pública de Cádiz, Dirección General de la Renta de Correos (siglos XVIII-XIX).
- Real Compañía de La Habana (siglos XVIII-XIX).
- Sala de Ultramar del Tribunal de Cuentas (siglo XIX).

Solo algunos documentos proceden directamente de organismos ultramarinos (Capitanía General de Cuba, siglos XVIII-XIX, traídos de La Habana entre 1888 y 1889) o de particulares relacionados con la administración de ultramar (como los del XV duque de Veragua, descendiente directo de Cristóbal Colón, siglos XV-XVIII, adquiridos en 1930; los general Polavieja, uno de los últimos capitanes generales de Filipinas, 1876-1898; o los del virrey del Perú, Abascal, 1804-1859).
En la actualidad es el mayor archivo existente sobre la actividad de España en América y Filipinas con información sobre la historia política y la historia social, la historia económica y la de las mentalidades, la historia de la Iglesia y la historia del arte o la geografía de aquellos territorios. Guarda una gran cantidad de piezas de incalculable valor histórico: textos autógrafos de Cristóbal Colón, Fernando de Magallanes, Vasco Núñez de Balboa, Hernán Cortés, Francisco Pizarro o Gonzalo Jiménez de Quesada. Sus documentos son analizados y consultados por los investigadores que pasan cada año por el archivo.
El Archivo es uno de los archivos generales (junto con el de la Corona de Aragón y el de Simancas) pertenecientes al Estado. En 1987 fue declarado Patrimonio de la Humanidad por la Unesco junto a la Catedral, la Giralda y el Real Alcázar de Sevilla.
El Archivo está regido por el Patronato del Archivo General de Indias, creado por Real Decreto de 34 de junio (BOE 25 de junio de 2005) en el que participan el Ministerio de Cultura, la Junta de Andalucía, el Ayuntamiento de Sevilla, el Consejo Superior de Investigaciones Científicas y las Universidades de Sevilla, siendo además vocales natos diferentes personalidades del mundo de la cultura.